# Modelspoormagazine
Modelspoormagazine (Frans: Train Miniature Magazine) Is een Belgisch tijdschrift dat zich richt op modelbouwers en treinliefhebbers. Het verschijnt elf keer per jaar en telt doorgaans tussen de 84 en 100 pagina's. Het is het enige grote modelspoortijdschrift in België en een van de voornaamste van de Benelux.

## Geschiedenis
Uitgever Dirk Melkebeek richtte in 1997 de Meta Media Groep bvba op. Naast zijn werk als uitgever was deze ook sterk geïnteresseerd in spoorwegen en modelbouw. Er waren in deze periode al enkele Duitse, Engelse en Franse vakbladen die zich op dit thema richten, maar een specifiek Belgisch modelbouwtijdschrift bestond nog niet. Hij besloot om samen met zijn medewerkers Guy Van Meroye en Guy Holbrecht een tweetalig Belgisch magazine op te richten dat zich in de eerste plaats moest richten op Belgisch geïnspireerde modelspoorwegen en toebehoren. Het eerste nummer verscheen in september 1999. Modelspoormagazine telde toen nog telde 64 pagina's en verscheen tweemaandelijks. Het tijdschrift bleek een succes onder de Belgische modeltreinliefhebbers en verenigingen, waardoor het kon uitgroeien tot een maandblad met 84 pagina's. Daarnaast werd ook een nieuwe vakbeurs, de Modelspoorexpo, werd in het leven geroepen. Het blad is doorheen de jaren uitgegroeid tot een van de voornaamste modelbouwtijdschriften van de Benelux en heeft dan ook aandacht voor Nederlandse en Luxemburgse modelspoorwegen en modeltreinen. Een tweede vaktijdschrift Spoorwegjournaal werd eveneens opgericht om zich specifiek op het grootbedrijf te focussen.

## Inhoud van het blad
Elk nummer van Modelspoormagazine  volgt dezelfde indeling. Eerst wordt het nieuws van modelbouwfabrikanten kort overlopen. Daarna volgen meestal enkele testbesprekingen van nieuwe modeltreinen. Het corpus van het blad bestaat vervolgens uit fotoreportages van modelspoorwegen alsook stap - voor - stap praktijkartikels. Af en toe wordt ook aandacht besteed aan de vaste modelspoorweg van een lezer, die doorgaans nooit het huis van deze lezer zou verlaten. Tot slot volgen nog reportages van beurzen en boekbesprekingen. Op de voorlaatste pagina bevindt zich een agenda met alle toekomstige hobbygebonden evenementen. 
Soms zijn er ook bijkomende rubrieken, zoals belangrijk nieuws over het grootbedrijf of een voorstelling van een bijzondere treinsamenstelling. In bijzondere gevallen zoals jubileum- of vakantienummers wordt het aantal pagina's opgetrokken tot honderd. 

## Andere activiteiten
- Het Modelspoorforum: Een internetforum voor de lezers van het tijdschrift waarop alle aspecten van de hobby aan bod komen.
- De grote Modelspoorexpo: Een tweejaarlijks evenement dat geheel in het teken staat van de modelspoorhobby. Er worden verschillende modelspoorwegen geëxposeerd die ook in het blad zelf aan bod zijn gekomen, er is een ruilbeurs en er zijn verschillende fabrikanten en handelaars aanwezig. Tussen 2000 en 2012 vond de expo plaats in de Nekkerhal in Mechelen. Door de organisatie van de Studio100 musical '14-1'8 in deze zaal werd de locatie in 2014 veranderd naar de Brabanthal in Leuven, waar de laatste twee edities van de modelspoorexpo plaatsvonden.
- De minibaantjeswedstrijd: een wedstrijd waarbij deelnemers zelf een modelspoorweg moeten bouwen die slechts een beperkte oppervlakte mag hebben. Deze worden voorgesteld op de Modelspoorexpo waar bezoekers samen met een vakjuri de winnaar selecteren.
- Modelspoormagazine model van het jaar: een prijs die het tijdschrift toekent op het einde van elk jaar aan de modeltreinen die zij het beste vonden. Ook de lezers hebben hierin een zeg.
- Sporadisch worden exclusieve modellen uitgebracht in samenwerking met het blad, die lezers en abonnees voor verminderde prijs kunnen aankopen.